# 新华街街道 (乌兰察布市)
新华街街道，是中华人民共和国内蒙古自治区乌兰察布市集宁区下辖的一个乡镇级行政单位。

## 行政区划
新华街街道下辖以下地区：
新华社区、广场社区、顺河社区、古楼社区、南园社区、通洲路社区、卧龙社区和益民社区。